# فرودگاه نوندالتون
 فرودگاه نوندالتون (به انگلیسی: Nondalton Airport) یک فرودگاه همگانی بهره‌برداری هوایی با کد یاتا NNL است که یک باند فرود شن دارد و طول باند آن ۸۵۳ متر است. این فرودگاه در شهر نوندالتن، آلاسکا کشور ایالات متحده آمریکا قرار دارد و در ارتفاع ۹۶ متری از سطح دریا واقع شده است.